# Horná Streda
Horná Streda je naseljeno mjesto u okrugu Nové Mesto nad Váhom u  Trenčínskom kraju u Slovačkoj.

## Stanovništvo
| Godina:     | 1993. | 2003.   | 2013.   | 2023.   |
| ----------- | ----- | ------- | ------- | ------- |
| Broj ljudi: | 1335  | 1280    | 1355    | 1415    |
| Razlika:    |       | -4,11 % | +5,85 % | +4,42 % |

| Godina:     | 2022. | 2023.   |
| ----------- | ----- | ------- |
| Broj ljudi: | 1404  | 1415    |
| Razlika:    |       | +0,78 % |

Prema podacima o broju stanovnika iz 2023. godine naselje je imalo 1415 stanovnika.

## Vanjske poveznice
|  | Zajednički poslužitelj ima još gradiva o temi Horná Streda |

- Službena stranica naselja (sl.)